# Chlorochaeta castaneata
Chlorochaeta castaneata är en fjärilsart som beskrevs av W. Warren 1906. Chlorochaeta castaneata ingår i släktet Chlorochaeta och familjen mätare. Inga underarter finns listade i Catalogue of Life.